# Euryopis helcra
Euryopis helcra är en spindelart som beskrevs av Roberts 1983. Euryopis helcra ingår i släktet Euryopis och familjen klotspindlar.
Artens utbredningsområde är Aldabra. Inga underarter finns listade i Catalogue of Life.